# Инспектор Гаджет: Эскадрилья Малыша Гаджета
Инспектор Гаджет: эскадрилья Малыша Гаджета (англ. Gadget Boy and Heather — Escadrille Gadget Boy) — французский мультсериал 1995 года. Повествует о Малыше Гаджете — аналоге Инспектора Гаджета, работающем в Нью-Йоркской полиции. Сам по себе сериал сильно отличается от оригинала, а многие персонажи придуманы французами. Позднее Малыш Гаджет появлялся в качестве камео в оригинальном сериале об инспекторе.

## О сериале
В сериале рассказывается о Малыше Гаджете — мальчике-киборге, созданном Нью-йоркской полицией. Этот мальчик, подобно своему прототипу — Инспектору Гаджету, напичкан несколькими специальными устройствами для борьбы с преступностью. Его проектировали как «ребёнка с интеллектом взрослого детектива», он очень наивен, любопытен, туп, но при этом умудряется всегда и везде контролировать ситуацию. В его расследованиях ему помогают агент Эстель, его напарница (заменяет в сериале Пенни — племянницу оригинального Гаджета), и кибернетический пёс G-9, способный трансформироваться в различные машины (заменяет пса Брэйна). Но Малыш Гаджет отличается от своего прототипа тем, что использует свои приборы только для борьбы с преступностью.
Главным злодеем в сериале является Спайдра — гибрид человека с пауком, которая похожа на Человека-паука. Она розового цвета, имеет 6 рук и зелёные глаза. Её голова всегда скрыта под маской, поэтому никогда не видно её рта. В качестве помощника у неё, помимо агентов, имеется лысый орёл, который выполняет всю грязную работу.
Приборы Малыша Гаджета: Вертолёт (маленький пропеллер из шляпы), растягивающиеся руки и ноги, огромные совок и метла, также две шляпные руки.